# Cacti
Cacti – oprogramowanie open source służące do monitorowania pracy urządzeń telekomunikacyjnych oraz komputerowych. Służy również do archiwizacji wyników pomiarów pracy tych urządzeń oraz do przedstawiania wyników tych pomiarów w formie wykresów.
Istnieją wersje Cacti pracujące pod systemami Linux oraz Windows.